# جايسون جيناو
جايسون جيناو (مواليد 1997) هو ممثل أمريكي، عُرف لدوره شخصية روبي مارتينيز في مسلسل في منطقتي.

## روابط خارجية
- جايسون جيناو على موقع IMDb (الإنجليزية)
- جايسون جيناو على موقع روتن توميتوز (الإنجليزية)
- جايسون جيناو على موقع ألو سيني (الفرنسية)
- جايسون جيناو على موقع قاعدة بيانات الفيلم (الإنجليزية)